# Palling
Palling település Németországban, azon belül Bajorországban. Lakosainak száma 3658 fő (2023. december 31.). Palling Waging am See, Taching am See, Tittmoning, Tyrlaching, Trostberg és Traunreut községekkel határos.

## Népesség
A település népessége az elmúlt években az alábbi módon változott:
| Lakosok száma | 1367 | 2325 | 1965 | 2905 | 3383 | 3342 | 3443 | 3477 | 3488 | 3658 |
|               | 1875 | 1950 | 1975 | 1987 | 2012 | 2014 | 2016 | 2017 | 2021 | 2023 |